# Vitrai-sous-Laigle

Vitrai-sous-Laigle este o comună în departamentul Orne, Franța. În 1 ianuarie 2022 avea o populație de 213 de locuitori.